# Гуной
Гуной (чечен. Гу́ной) — один из чеченских тайпов, входящий в тукхум Нохчмахкахой.

## География

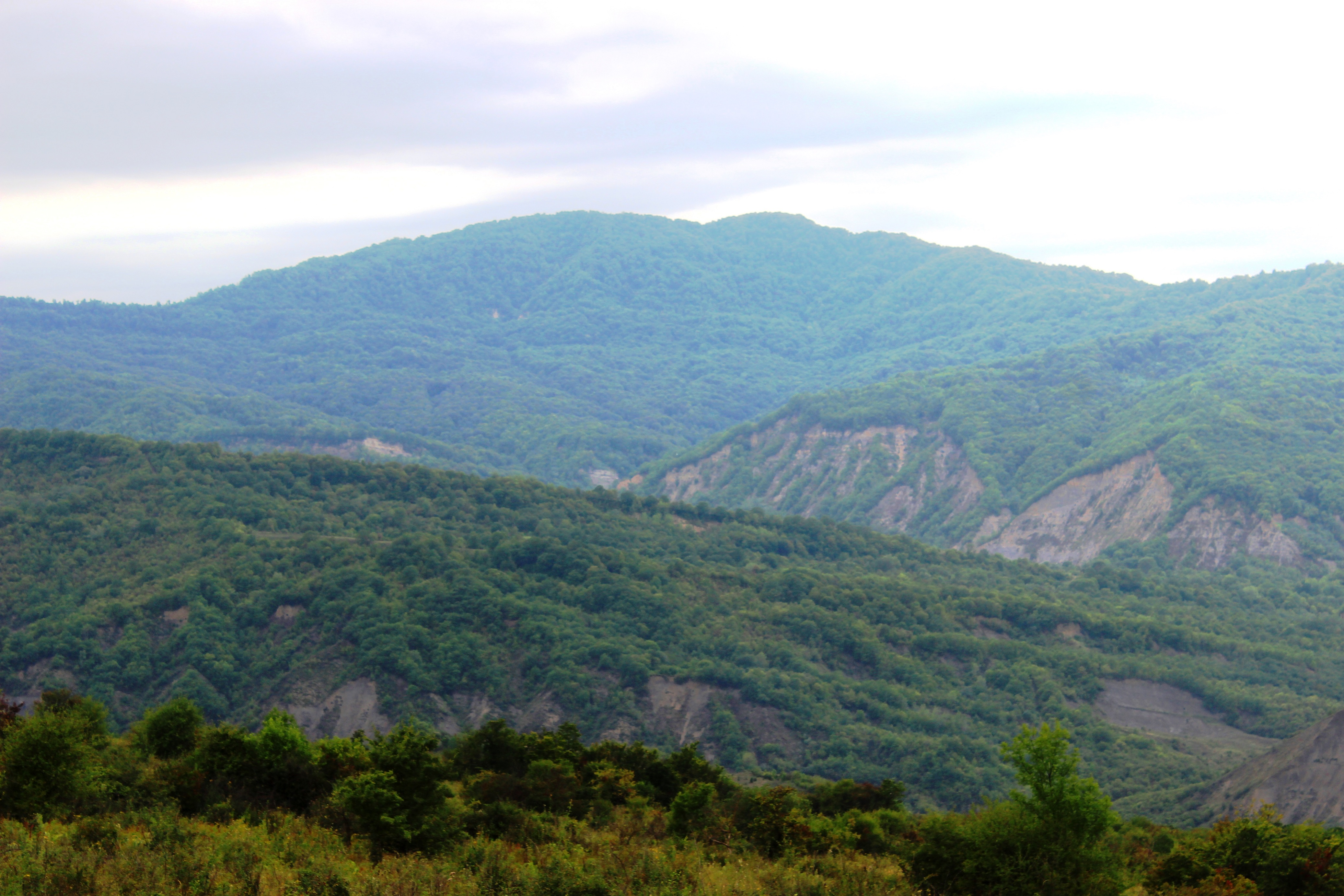
Родовая гора Гунойцев Эртен-Корт

Общество Гуной на юге граничит со Средними Курчали и Агишбатой, на западе — с селом Элистанжи, на востоке — с селом Регеты, расположено между р. Гумс и Хулхулау, а на севере его территория выходит на предгорную Чеченскую равнину до Брагунов и современного Гудермеса.
У Гуной имеется своя родовая гора Эртен-Корт.
Гуной расселены: Гуни (чечен. Гуьна), Автуры (чечен. Эвтара), Хажи-Эвла (чечен. Хьажин кӀотар), (чечен. Марзойн мохк), (чечен. Месадойн кӀотар), станицы Червлённая (чечен. Орза Кала) и Дубовская (чечен. Дуби-Юрт), Джалка (чечен. Джалка), Шовда (чечен. Шовда), Октябрьское (чечен. Цоци-Юрт; Муса-Юрт); Мескер-юрт); Герменчук, также ранее входил в состав аул Мадаг-Аул (в настоящее время сожжен).
Современный ареал расселения тайпа Гуной в Чеченской Республике охватывает больше 50-ти городов и сёл.
В селений Эндирей проживает общество гуены, которое считают себя чеченского происхождения из аула Гуни, и аборигенами Терско-Сулакской междуречья.

## История
Родоначальник тайпа Гуной, Гундал, вышел из Нашха в середине XIV века и поселился у горы Эртан-Корт в районе Чёрных гор. Эртан-Корт считается тайповой горой гуноевцев. Позже Гундал переселился на место современного села Ца-Ведено, а оттуда поднялся до местечка, которое позже было названо «Дехьа Гуьна», и прожил там до своей смерти.
Группа экспертов с антропологом Л. П. Шерашидзе и этнографом И. М. Саидовым упонимают что у устной истории происхождения Гуной есть упоминание Гундал дай в Нашхе. Также, например, о Гундал дей мохк (дай лат) упоминал чеченский писатель Халид Ошаев в своих работах по изучению родства Гуной и терских казаков. Он тогда одним из первых обратил внимание на то, что пожилые казаки по-чеченски называют почти все местные старые топонимы.
Впоследствии став директором Чечено-Ингушского научно-исследовательского института истории, языка и литературы Ошаев продолжал удивляться тому, что тюркские и русские названия полностью не вытеснили левобережные чеченские топонимы и оказаченные чеченцы помнят, к примеру, место своего происхождения Гундалати, которое многие казаки называли и по-ногайски — Карногай, и на русский лад — Черногай.
В высокогорном Галанчожском районе Чеченской Республики найдены ранее неизвестные и никогда никем кроме Гуной не упоминаемые поселения и склепы. Об этом сообщил руководитель научно-исследовательской экспедиции «Неизвестная Чечня».

### Первые упоминания
Одним из самых ранних упоминаний тайпа гуной в российских источниках считается XVI—XVII вв..

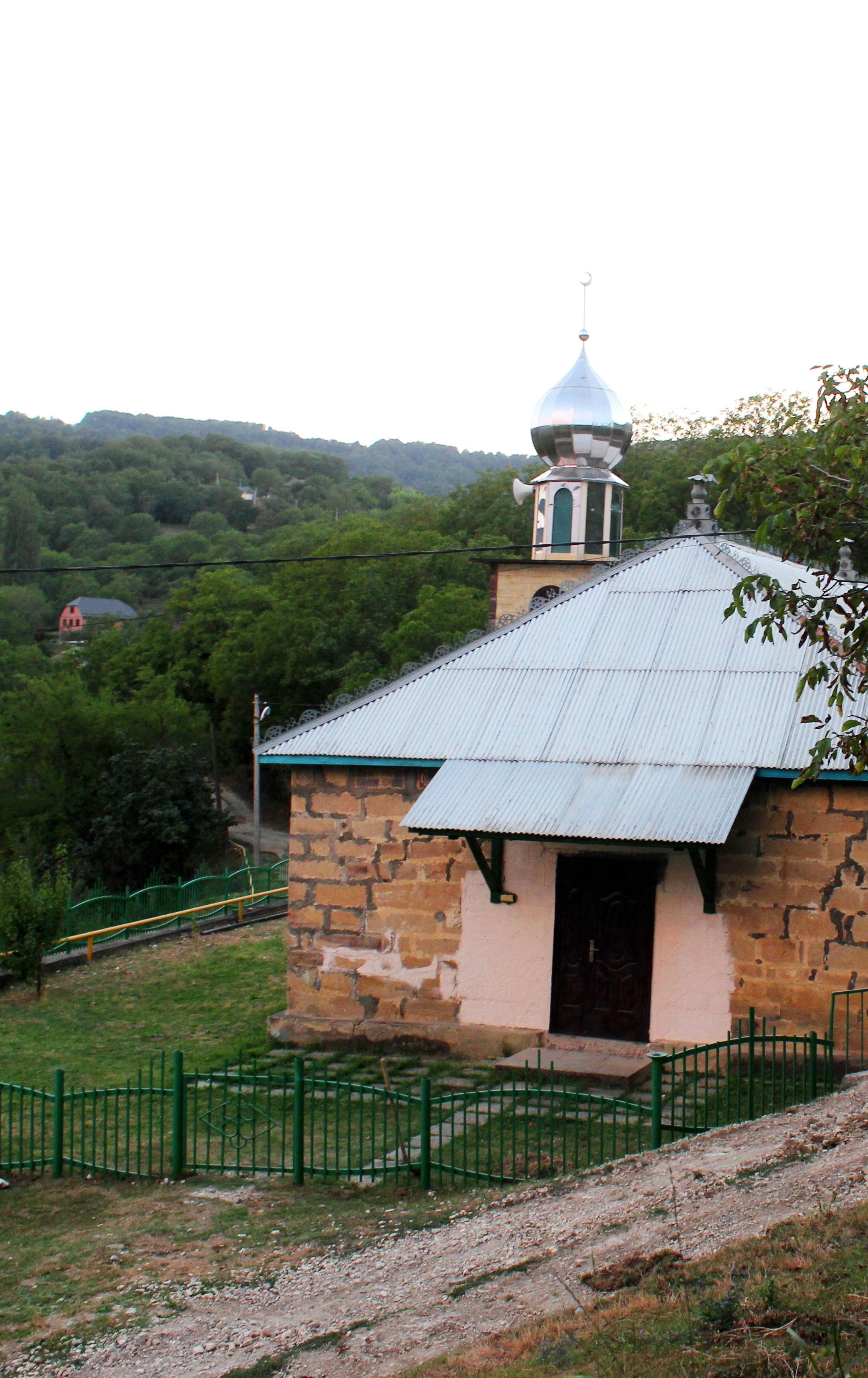
Старая мечеть в селении Гуни

### Гуной и казаки
Малая часть рода Гуной, которая отказалась принять ислам, после жарких дискуссий вынуждена была покинуть родные места. Эта часть рода под предводительством Оьрза (имя старшего из «отказников») перешла реку Терек и обосновалась там. Это место впоследствии назвали городом Оьрза (Оьрза гӀала). Русское название — станица Червлённая. Потомки Оьрза «обрусели» и сегодня считают себя терскими казаками, хотя помнят свою связь с родом Гуной.
О происхождении «обрусевших» чеченцев говорят (русско-чеченские) фамилии: Гуноевы, Закаевы, Гулаевы, Титкины, Росламбековы, Бугаевы. При вступлении в казаки инородцам без каких-либо ограничений, так же, как и русским, нарезались земельные наделы, выдавались ссуды из войскового капитала, разрешалось иметь оружие. Однако, предоставление этих прав увязывалось с необходимостью принятия христианства, чем ставило претендентов перед нелегким выбором отречения от традиционных религиозных приверженностей своих этнических сообществ. Прослойка инородцев в казачьей среде к концу XIX века не превышала 2 %. Осужденным горцам, высланным с Кавказа, но принявшим в ссылке православие, разрешалось вернуться на родину с согласия руководства края.